# Asbroek (Maasbree)
Asbroek (ook: Aschbroek) is een natuurgebied ten westen van Maasbree. Het heeft een oppervlakte van 8 ha.
Het is gedeeltelijk een moerasgebied dat rijk is aan vogels. Het is begroeid met loofbomen en struiken. Dit gebied was eigendom van de gemeente Peel en Maas en werd in 2010 aangekocht door Het Limburgs Landschap.
Het betreft een voormalig beemdgebied, dat tussen 1955 en 1965 met populieren werd beplant. Het bestaat voorts uit elzenbroekbos met hier en daar wilgenstruweel. Aan de rand ligt een strookje eikenbos, waar onder meer de eikenpage leeft.